# High Precision Event Timer
El temporizador de eventos de alta precisión (HPET, del inglés high precision event timer), anteriormente conocido como temporizador multimedia, es un componente de tiempo usado en computadoras. Este sistema fue desarrollado por Intel y Microsoft.

## Características
El HPET no es propiamente una característica del procesador, sino de la circuitería auxiliar del chipset de la placa base. Este no afectará en nada al rendimiento de un sistema actual, sino que más bien mejora un poco la compatibilidad del mismo ya que es frecuente que algunos núcleos de sistema operativo modificados lo requieran, y si un sistema pudiera funcionar en un núcleo original de Apple, también sería un requisito. Sin embargo, lo más probable es que un sistema no lo tenga activado, lo que significa que el núcleo que se está utilizando no lo necesita, y se puede pasar perfectamente de él. Además es posible que tener activado esta función impida el correcto funcionamiento de algunos programas.

## Aplicación
El HPET produce intervalos periódicos en una resolución superior a la máxima del CRT y se usa para sincronizar flujos multimedia proporcionando una reproducción más fluida reduciendo la cantidad de cálculos por segundo de la CPU.

## Compatibilidad
- Los sistemas operativos creados antes del HPET no lo pueden utilizar, solo trabaja en placas base con otro tiempo de proceso. Los actuales equipos tienen la capacidad de poder utilizarlo.

- Los sistemas que no pueden utilizarlo son Windows XP, Windows Server 2003, versiones más antiguas de Windows y Linux antiguos. Windows XP contiene el controlador para el HPET pero no es funcional.